# Rafael Hettsheimeir
Rafael Hettsheimeir (Araçatuba, 16 de junho de 1986) é um jogador de basquete brasileiro. Atualmente joga no Sesi Franca Basquete. 

## Carreira
Descendente paterno de alemães, jogou em clubes renomados da Espanha, como CAI Zaragoza, Unicaja Malaga e Real Madrid. Ficou mais conhecido do público brasileiro desde 2005, ao ser convocado para a Seleção Brasileira de Basquete. Teve papel crucial no Pré-Olímpico disputado em Mar del Plata, ajudando a classificar o Brasil para os jogos Olímpicos de 2012, em Londres. No Brasil teve passagens pelos times de maior expressão nacional como COC/Ribeirão Preto, Bauru, Flamengo, Corinthians e Franca. Ganhou vários títulos e foi reconhecido diversas vezes como melhor pivô do país, sendo consagrado um dos melhores jogadores na posição em atividade.

## Títulos
COC/Ribeirão Preto
- Campeonato Brasileiro: 2003.
- Campeonato Paulista: 3 vezes (2002, 2003 e 2004).

Real Madrid
- Liga Espanhola: 2012-13.

Bauru
- Liga das Américas: 2015.
- Liga Sul-Americana: 2014.
- Campeonato Paulista: 2014.

Franca
- Liga Sul-Americana: 2018.
- Copa Super 8: 2019–20.
- Campeonato Paulista: 2 vezes (2018 e 2019).

Flamengo
- Champions League Americas: 2020-21.
- Campeonato Brasileiro: 2020-21.
- Copa Super 8: 2020–21.
- Campeonato Carioca: 2020.

Seleção Brasileira
- Copa América: 2005.
- Jogos Pan-Americanos: 2015.

## Prêmios individuais
- Melhor jogador do Campeonato Paulista: 2014.
- Seleção do Campeonato Paulista: 2 vezes (2014 e 2017).
- Melhor pivô da Liga das Américas: 2015.
- MVP das finais do Campeonato Paulista: 2019.
- MVP da Copa Super 8: 2019–20.
- Seleção do NBB: 4 vezes (2014-15, 2015-16, 2017-18 e 2019-20).
- Campeão do Torneio de Três Pontos do NBB: 2 vezes (2018 e 2021).
- MVP das finais da Champions League Américas: 2020-21.
- Melhor pivô do Campeonato Paulista: 2023.